# Hamilton Amateur Athletic Association Grounds
Le Hamilton Amateur Athletic Association Grounds (appelé aussi Hamilton AAA Grounds ou HAAA) est un parc et un ancien stade situé à Hamilton en Ontario (Canada). Il était appelé durant ses premières décennies le Hamilton Cricket Grounds. Il est localisé au centre-ville de Hamilton, dans le quartier de Kirkendall. Le parc a servi de domicile entre 1872 et 1949 au club de football canadien (sport aussi appelé à l'époque le rugby-football) des Tigers de Hamilton, ainsi qu'au Hamilton Cricket Club entre 1874 et 1910. Il s'agit du plus ancien terrain de sport de Hamilton.

## Histoire
Les détails sur les tout débuts de l'emplacement du HAAA sont peu précis. Les sources rapportent que l'équipe de rugby-football (futur football canadien) des Tigers de Hamilton a commencé à jouer à cet endroit en 1872. Cependant, le terrain a été acquis et aménagé en 1874 par le Hamilton Cricket Club et est alors appelé le Hamilton Cricket Grounds. En plus du rugby-football et du cricket, on y joue aussi à la crosse. Les aménagements d'alors incluent une estrade, des vestiaires et une salle à manger, ainsi qu'une clôture de 8 pieds (2,44 m) de haut. L'ensemble occupe une superficie de 6,5 acres (2,63 ha).
En 1910, le Hamilton Cricket Club et le Tiger Rugby Club s'unissent pour former le Hamiton Amateur Athletic Association. À partir de ce moment, le terrain est appelé Hamilton Amateur Athletic Association Grounds. Cette même année, le terrain est réorienté nord-sud et une estrade pouvant contenir 2 318 spectateurs est construite du côté ouest du terrain. Le match de la coupe Grey, championnat national du football canadien, y est tenu pour la première fois en 1910 ; six autres éditions y auront lieu jusqu'en 1935. Lors du match de 1910, la foule a été estimée à 12 000 personnes, ce qui serait le record d'assistance au stade. Cependant, une partie de la foule serait entrée sans payer et les nombreuses personnes massées autour des lignes de côté bloquaient la vue aux spectateurs payants. 
En septembre 1927 un incendie ravage les estrades et les vestiaires, qui seront par la suite reconstruits. Un pavillon (fieldhouse) est construit en 1930. La ville de Hamilton se porte acquéreur du site en 1945, les estrades sont alors remplacées et un système d'éclairage est installé. Cependant, les Tigers fusionnent avec l'autre club de la ville, les Wildcats, en 1950, et le nouveau club appelé les Tiger-Cats s'installe au Civic Stadium, plus spacieux. Les Tiger-Cats utilisent toutefois le HAAA pour leurs entraînements et comme vestiaire avant leurs matchs jusqu'à la fin des années 1950. Le terrain est par la suite occupé par des équipes scolaires et amateures, dont les Hurricanes de Hamilton, une équipe junior qui joue au stade de 1963 à 1994. 
Une importante rénovation est entreprise dans les années 1970. Les estrades et le mur de brique qui entourent le terrain sont démolis, le terrain de football est refait plus à l'est et est entouré d'une piste d'athlétisme, un terrain de jeux est construit et le paysagement est refait avec sentiers et aires de pique-nique. On passe ainsi d'un stade à un parc urbain, qui est inauguré en 1977. Des jeux d'eau sont installés en 1993. Une nouvelle rénovation complète du parc est entreprise en 2021.
Une plaque commémorative résumant l'histoire du lieu est installée près de l'entrée principale, rue Charlton. Une autre plaque, érigée peu après la Première Guerre mondiale, commémore le sacrifice de plusieurs soldats du 205th Overseas Battalion, une unité formée en partie de joueurs des Tigers de Hamilton, le club résident du parc,. 

## Matchs de la coupe Grey au HAAA Grounds
| Année | Date         | Gagnant                  | Pointage | Perdant                     | Assistance |
| ----- | ------------ | ------------------------ | -------- | --------------------------- | ---------- |
| 1910  | 26 novembre  | Varsity Blues de Toronto | 16–7     | Tigers de Hamilton          | 12,000     |
| 1912  | 30 novembre  | Alerts de Hamilton       | 11–4     | Argonauts de Toronto        | 5,337      |
| 1913  | 29 novembre  | Tigers de Hamilton       | 44–2     | Toronto Parkdale Canoe Club | 2,100      |
| 1928  | 1er décembre | Tigers de Hamilton       | 30–0     | Roughriders de Regina       | 4,767      |
| 1929  | 30 novembre  | Tigers de Hamilton       | 14–3     | Roughriders de Regina       | 1,906      |
| 1932  | 3 décembre   | Tigers de Hamilton       | 25–6     | Roughriders de Regina       | 4,806      |
| 1935  | 7 décembre   | Pegs de Winnipeg         | 18–12    | Tigers de Hamilton          | 6,405      |